# NGC 255
NGC 255 es una galaxia espiral intermedia localizada en la constelación de Cetus.